# Gare centrale de Düsseldorf
La gare centrale de Düsseldorf (en allemand : Düsseldorf Hauptbahnhof) est une gare ferroviaire allemande, située au centre-ville de Düsseldorf, dans le Land de Rhénanie-du-Nord-Westphalie.
Avec environ 100 millions de voyageurs par an, c'est la plus grande gare de la Deutsche Bahn en Rhénanie-du-Nord-Westphalie et la quatrième gare d'Allemagne.

## Situation ferroviaire
La gare est située au point kilométrique (PK) 39,5 de la ligne de Cologne à Duisbourg entre les gares de Düsseldorf Volksgarten et de Düsseldorf Wehrhahn.

### Accueil

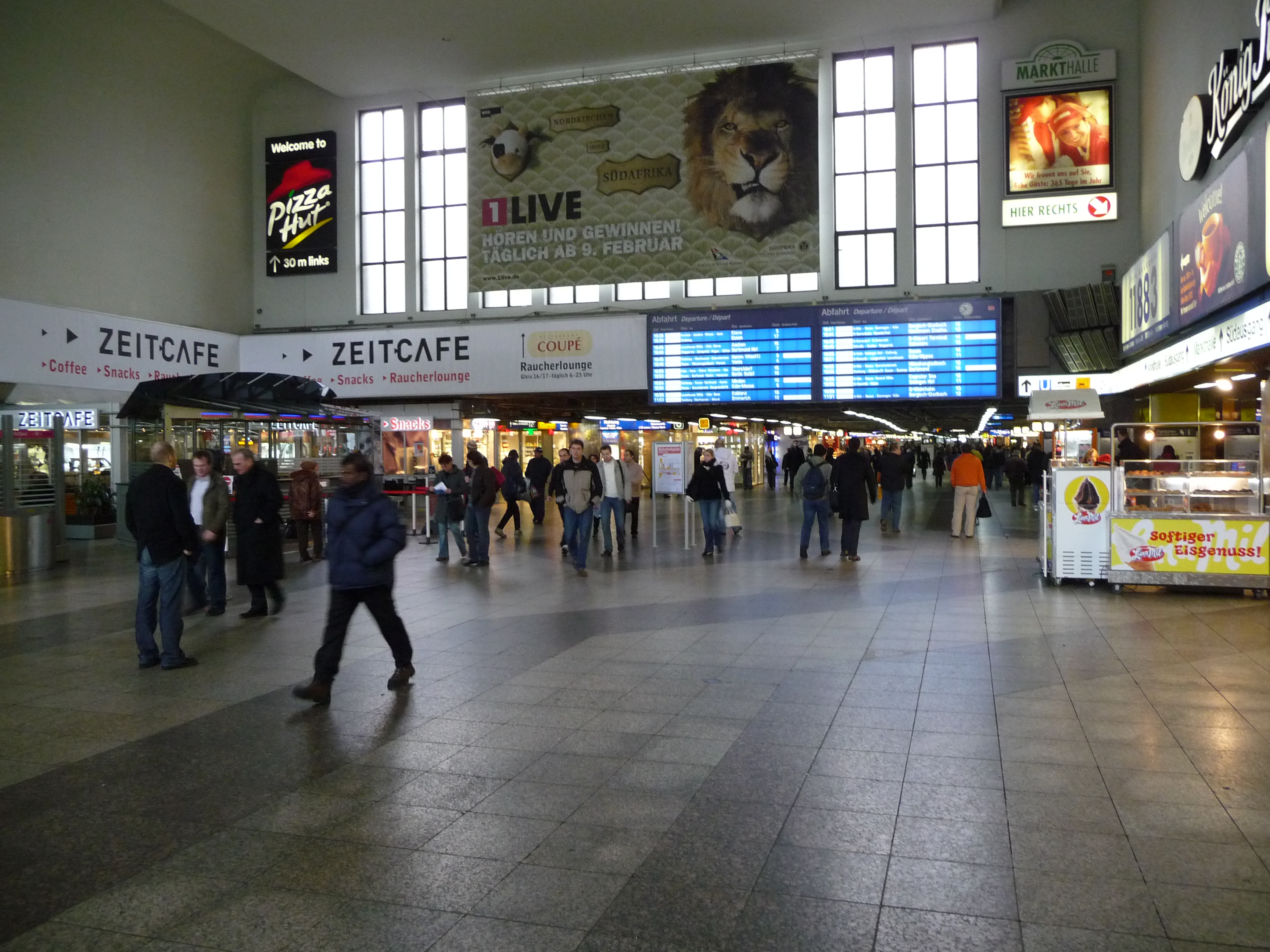
Le hall de la gare.

## Service des voyageurs

### Desserte
Réseau Grandes lignes de la DB : InterCityExpress, InterCity, EuroCity, RegionalExpress, RegionalBahn.
L'Eurostar (ex-Thalys) dessert la gare, sur la relation de Paris-Nord à Düsseldorf ou Dortmund.

### Intermodalité
La gare est en correspondance avec plusieurs lignes de transport urbains au sein même de la gare (Stadtbahn et S-Bahn Rhin-Ruhr) mais aussi à sa sortie (tramway et bus).